# 中村福助
中村 福助（なかむら ふくすけ）は、歌舞伎役者の名跡。屋号は、東京の福助は成駒屋、大阪の福助は高砂屋。
「福助」は、三代目中村歌右衛門の幼名・福之助に由来する。名跡も同様に、当初は「歌右衛門」の前に襲名する前名だった。明治になって「福助」が二系統に割れると、東京では「歌右衛門」と「芝翫」双方の前名となり、大阪では「梅玉」の前名となって定着した。高砂屋五代目中村福助の死後、遺族により名跡が成駒屋に返上され、再び一系統に統一された。

## 解説
「中村福助」という名跡は極めて異質な側面を持った名跡で、かつてはそのこと自体の方がその名跡を名乗る役者よりも有名だった。明治の初年から昭和の中頃にかけて、実に100年間ものあいだ、この「中村福助」を名乗る役者は東京と大阪に常に一人ずつおり、それぞれの福助はもう一方の存在を認めないという異常な状態が続いたからである。これでただでさえ「福助」を名乗る役者が倍になったのに加え、東京では「福助」の襲名頻度が通常の倍というもう一つの変則的事態がつづいた。数が多い分「中村福助」を名乗る役者は相対的に印象薄にならざるを得なかったのである。

### ことの起こり
慶應3年 (1867) 夏、折から大坂に来演中の二代目中村福助が、数え29歳で急死した。ただでさえ客足が遠退きがちな暑い夏の盛り、二代目福助の人気を頼みの綱にしていた興行主は、あてが外れて弱ってしまった。そこで窮余の策で白羽の矢を立てたのが四代目三桝他人（）という役者だった。
四代目他人は大坂出身の役者で、当時は五代目三桝大五郎の養子となっていた。そして初日前に病に倒れた二代目福助に代わり梶原元太役を勤めていた。そこでこの興行主である三栄こと三河屋妻吉は四代目他人に福助襲名を薦めた。実は彼は三桝大五郎の養子に入る前は成駒屋の本家筋に当たる初代中村玉七の弟子であり中村玉蔵を名乗っていた事もあり、成駒屋とは全くの無関係では無かった。彼はその提案を受け入れて二代目福助の次兄である三味線弾きの野澤吾市から名跡を譲り受けて慶應4年3月、筑後の芝居で三代目中村福助を襲名した。
ところが東京には、二代目の長兄である四代目中村芝翫の養子となっていた二代目中村政次郎（）がいた。大坂で吾市が名跡を譲り渡したなどとは知ろうはずもない政次郎は、師匠の法要がひとまず済むとこちらも三代目福助を襲名する準備にとりかかり慶應4年（明治元年）1月、中村座で三代目中村福助を襲名する。こうして東西の舞台には二人の中村福助があい並び立つことになった。
旅先で看板役者が客死する。するとその役者に従っていた門弟と、留守を預かっていた兄弟子の双方が師匠の名跡を共に襲名してしまうような事態が江戸時代にも起こった事があるがほとんどの場合は後になって、先に死去した方を次代、長生きした方を次次代とし、双方ともその名跡の代々に加えることが多かった。わだかまりが後々まで尾を引かないように工夫したのである。
ところがこの「中村福助」に限っては東京側で明治14年に襲名が実行された事で上記の様な解決が難しくなり、更には後述する通り大阪側でも襲名が行われた事で話がこじれにこじれ、その結果以後100年間にわたってこの名跡を名乗る役者が東京で6代、大阪では3代、それぞれ続くという状態が続いたのである。
そして大阪の福助が東京に上京して東京の福助と共演する事となり、それぞれの福助を区別する為に各々の屋号を東京の福助は成駒屋中村福助（）、大阪の福助は高砂屋中村福助（）と呼んで区別するようになった。しかし当の本人たちは当然のことながら、自らが正真正銘の「中村福助」であるといって譲らなかったのである。

### 東西の福助
「中村福助」の名跡がかくも長きにわたって分裂しつづけた理由の一つに、東西の福助、取り分け成駒屋四代目福助と高砂屋三代目福助の固執があげられる。大阪の三代目福助は時代物と世話物を特に得意として、早くから風格のある芸風を見せていたが、40年間に渡り福助を名乗り続け後に関西歌舞伎の屋台骨を背負う大看板となり、大正の後期まで舞台に立ち続けて81歳の大往生を遂げた名優・二代目中村梅玉である。
一方東京の三代目福助はというと、芸の方も和事、実事、敵役、女方と幅広くこなしたが、今ひとつ際立った芸に欠けていた。
その為、明治5年 (1872) に養家を離縁され中村壽蔵、11年には中村寿太郎と改名したが、鳴かず飛ばずで失意のうちに東京の劇界にもいられなくなり旅周りの役者となり明治21年(1888)に41歳で死去した。
そして明治14年(1881)に福助を襲名した四代目福助こそ、やがて「東西随一の女形」と謳われる大役者となった五代目中村歌右衛門である。彼は福助襲名後、養父芝翫と東京の舞台を踏み芸を磨き明治20年 (1887)には天覧歌舞伎に出演する等、着実に若手女形として成長し九代目市川團十郎や五代目尾上菊五郎の相手役を勤めるまでに至り明治34年(1901)に芝翫を襲名するまでの20年間余りを福助の名で過ごした。
こうした事情もあって、東京の四代目福助はこの「福助」の名跡にひとかたならぬ愛着をもっており、長男である慶次に福助を襲名させんが為に大阪の高砂屋四代目中村福助に対して短期間での名跡の返上を促す様に圧力を掛けたり、亡くなるに当たり福助の名跡の差配について
「福助の名義は五世福助の実子現四世児太郎を名乗る中村眞喜雄が成年十八歳に至る迄の適当なる時期に七世福助を襲名させ、河村藤雄は五世芝翫を襲名する事。」
「福助の芸名を名乗る者は、後継者無き時は其名の儘舞台に立ち、小時も空名になし置くべからず」
と遺言したほどであった。
そして成駒屋五代目福助が自身に先立って昭和8年(1933)に早世すると、逝去から3ヶ月後には次男の藤雄を六代目福助、孫である中村眞喜雄を四代目児太郎を襲名させた。彼の死後も上記の遺言もあり襲名から僅か8年後の昭和16年(1941)に六代目福助は六代目芝翫を襲名し、同時に四代目児太郎が七代目福助を襲名するなど短期間での襲名が続いたのも代数が増えた要因である。
その後も昭和41年(1967)に七代目福助が七代目芝翫に、六代目歌右衛門の養長子・二代目加賀屋福之助を八代目福助に、そして初舞台を迎えた七代目の長男が五代目児太郎を襲名した。このたすき掛け襲名は何れの福助の存命中に名を継がせ、親や従兄など先代がより大きな名を襲名する際に付属させる形で福助が襲名されてきたため、六代目襲名以降「一度たりとも」成駒屋福助の名は途絶えていない。加えて二系統がそれぞれ名跡を交互に襲名した事により代数が増えていった。
一方大阪の福助も、明治40年(1907)に十一代目片岡仁左衛門の推挙もあり三代目歌右衛門が俳名として使っていた「梅玉」をあらたに名跡として独立させて襲名した。梅玉の襲名に伴い福助の名跡が空く事となったが40年間名乗った愛着もあり上記の成駒屋側からの返上要求も拒絶して養子である高砂屋二代目中村政次郎に高砂屋四代目福助を襲名させた。その四代目も昭和10年(1935年)に父の名である三代目梅玉を襲名するとその養子である三代目中村政次郎が高砂屋五代目福助を襲名させた。
上記の通り互いに福助の名跡に愛着を持つ両者の拘りもあって代替りを続けた事により解決は一層困難となった。

### 東西福助の一本化、その後
しかし昭和44年 (1969)、高砂屋五代目福助が死去すると、高砂屋では家系が絶える。ここで遺族である笹木笑子五代目未亡人はそろそろ潮時と「中村福助」の名跡をこの際成駒屋に返上することを申し出た。
これをうけて六代目中村歌右衛門は、平成4(1992)年に養長子の八代目福助に四代目中村梅玉を襲名させた。ここに100年以上にわたって分裂していた「中村福助」の名跡は統合され、「中村梅玉」の名跡は六代目歌右衛門家系統の名跡となった。また、これと同時に先述の五代目児太郎が九代目福助を襲名し、以降歌右衛門と福助の名跡は成駒屋本家である七代目福助の長男家系(九代目福助の家系)に継承されていく算段が整った。
前述したように七代目芝翫と六代目歌右衛門は年がそう離れておらず、六代目歌右衛門の没時、七代目芝翫は既に芝翫として名声を得ており、また今更歌右衛門を襲名する年齢になかった。七代目芝翫は六代目没後、歌右衛門襲名を松竹から打診されるも、それを断ったため襲名せず、長男の九代目福助が直接歌右衛門を襲名する予定である。さて、七代目芝翫没後空名跡となった芝翫は、七代目の次男が八代目として襲名した。梅玉と合わせて、ここに福助の後に襲名する名は完全に分離される形となった。
十代目福助は九代目の長男・六代目児太郎が襲名することが2013年に公表されているが、同時に七代目歌右衛門を襲名する予定である九代目福助が病に倒れたため、2024年現在襲名は棚上げ状態にある。一方、四代目梅玉家は2019年8月に梅玉の部屋子の中村梅丸が、同年11月に中村莟玉（かんぎょく）に改名、養子になることが発表された。

## 成駒屋中村福助代々（東京）

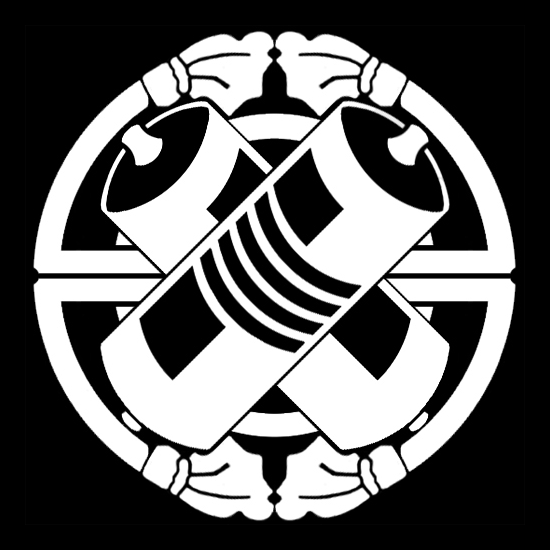
成駒屋祇園守

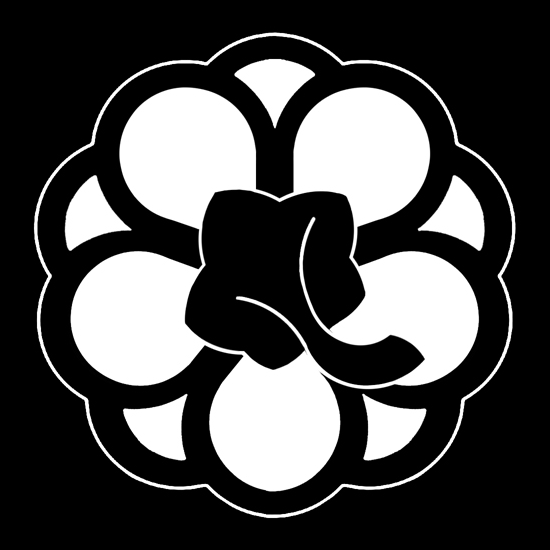
成駒屋裏梅

屋号は成駒屋。定紋は成駒屋祇園守、替紋は成駒屋裏梅。
- 初代 中村福助
  - 四代目中村歌右衛門の養子、1831年 - 1899年。実父は大坂の役者・中村富四郎。俗に「大芝翫」。
  - 初代中村玉太郎 → 初代中村政之助 → 初代中村駒三郎 → 初代中村福助 → 四代目中村芝翫
- 二代目 中村福助（wikidata）
  - 初代の弟、1839年 - 1867年。大坂で客死。
  - 初代中村政次郎 → 二代目中村福助
- 成駒屋三代目 中村福助
  - 二代目の門弟、1846年 - 1888年。はじめ初代の門弟から養子、のち離縁されて十三代目中村勘三郎の門弟から二代目の門弟。
  - 成駒屋二代目中村政之助 → 二代目中村政次郎 → 成駒屋三代目中村福助 → 中村壽蔵 → 六代目中村十蔵 → 中村壽太郎
- 成駒屋四代目 中村福助
  - 初代の養子、1866年 - 1940年。実父は幕府金座役人。
  - 初代中村兒太郎 → 成駒屋四代目中村福助 → 五代目中村芝翫 → 五代目中村歌右衛門
- 成駒屋五代目 中村福助
  - 成駒屋四代目の子、1900年 - 1933年。
  - 二代目中村兒太郎 → 成駒屋五代目中村福助
- 六代目 中村福助
  - 成駒屋五代目の弟、1917年 - 2001年。戦後を代表する立女形。
  - 三代目中村兒太郎 → 六代目中村福助 → 六代目中村芝翫 → 六代目中村歌右衛門
- 七代目 中村福助
  - 成駒屋五代目の子、六代目の甥、1928年 - 2011年。
  - 四代目中村兒太郎 → 七代目中村福助 → 七代目中村芝翫
- 八代目 中村福助
  - 六代目の養子、七代目の義従弟、1946年 - 。
  - 二代目加賀屋福之助 → 八代目中村福助 → 四代目中村梅玉（高砂屋）
- 九代目 中村福助
  - 七代目の長男、1960年 - 。当代。
  - 五代目中村兒太郎 → 九代目中村福助

## 高砂屋中村福助代々（大阪）
屋号は高砂屋。定紋は祇園守、替紋は祇園銀杏。
- 高砂屋三代目 中村福助

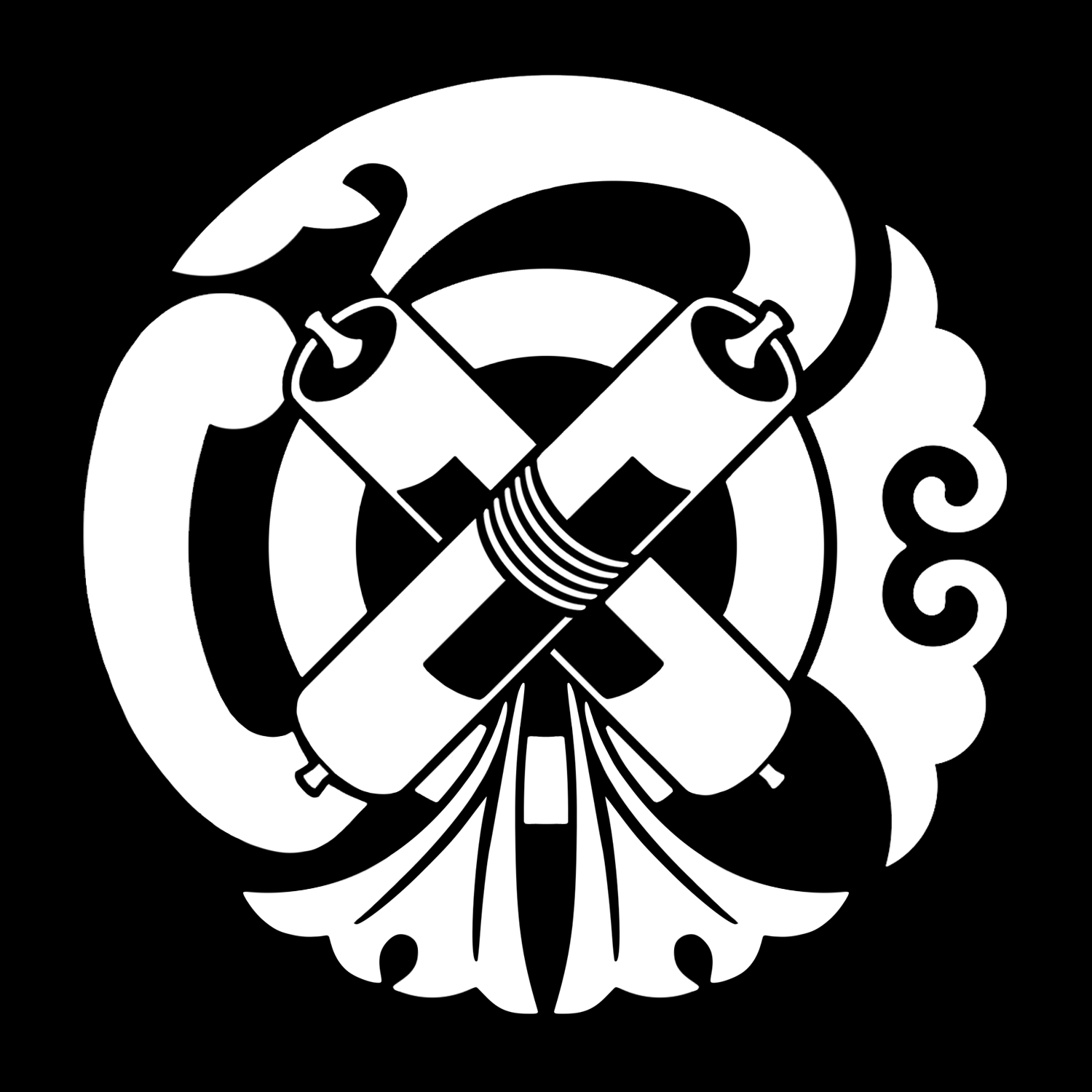
祇園守

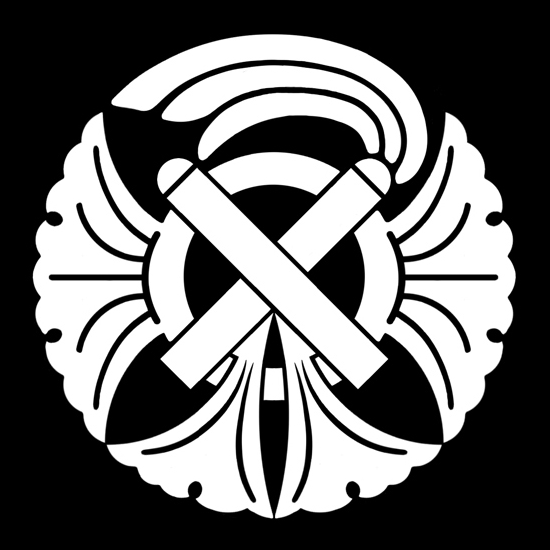
祇園銀杏

  - 五代目三桝大五郎の養子、後二代目中村福助の門弟、1842年 - 1921年。実父は京の鍛冶職人。
  - 藤岡菊太郎 → 中村玉蔵 → 四代目三桝他人 → 高砂屋三代目中村福助 → 二代目中村梅玉
- 高砂屋四代目 中村福助
  - 高砂屋三代目の養子、1875年 - 1948年。
  - 二代目中村政治郎 → 高砂屋四代目中村福助 → 三代目中村梅玉
- 高砂屋五代目 中村福助
  - 高砂屋四代目の養子、1910年 - 1969年。
  - 三代目中村政治郎 → 高砂屋五代目中村福助

## 脚註
1. 1 2  五代目中村歌右衛門『歌右衛門自伝』秋豊園、1935年1月1日、4頁。
2. ↑  伊原敏郎. “明治演劇史”.   国会図書館デジタルコレクション. p. 783,784. 2024年6月7日閲覧。
3. ↑  「中村梅玉を無視した中村芝翫の態度」『帝国新聞 第百十号』1910年7月26日、夕刊。
4. ↑  『演芸画報 第三十四年 第十一号』演芸画報社、1940年11月1日、68頁。
5. ↑  中村梅丸、11月歌舞伎座から「初代中村莟玉」に 2019年8月23日17時11分、2019年8月24日閲覧